# Reformierte Kirche Jenins

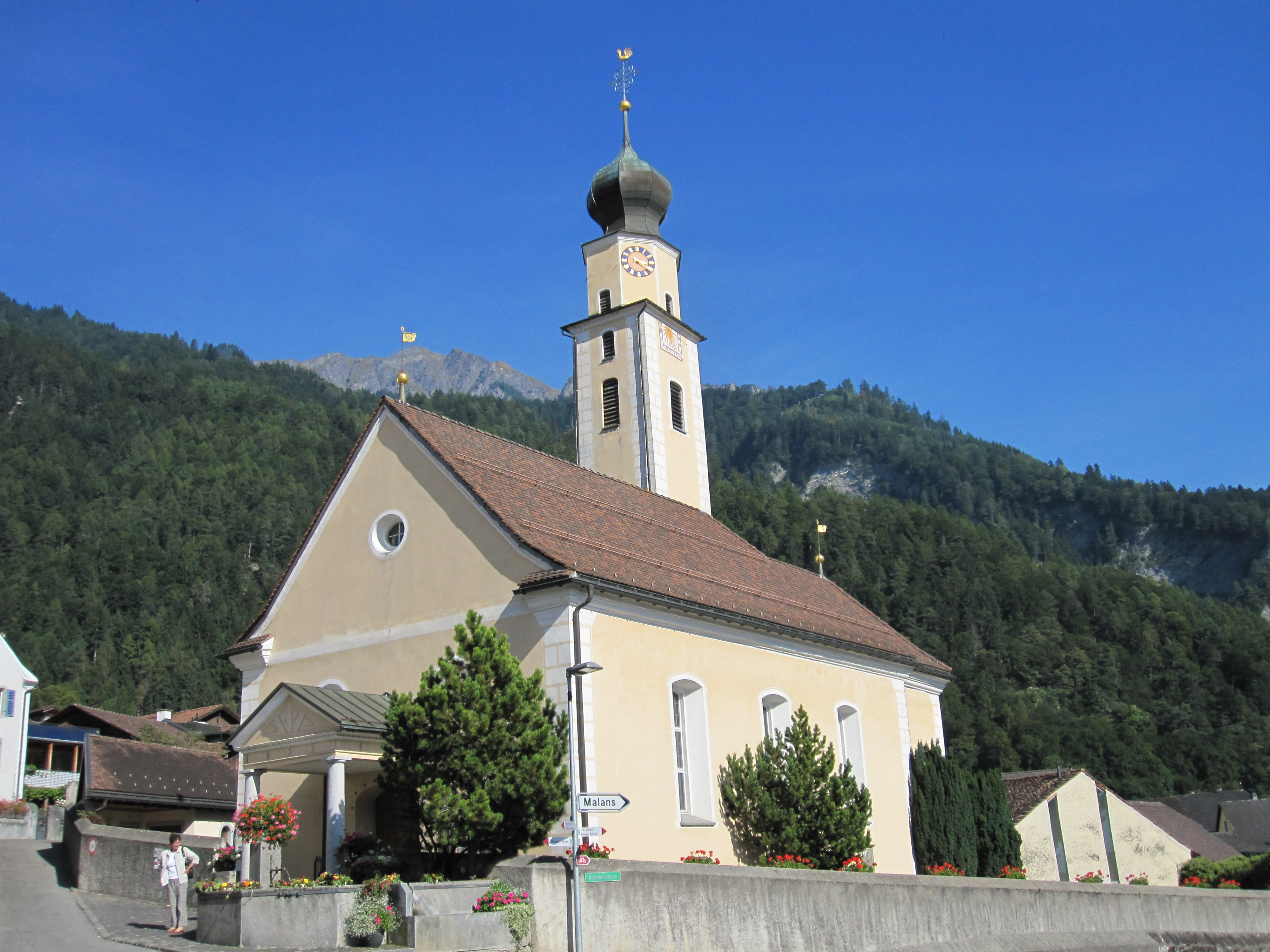
Aussenansicht

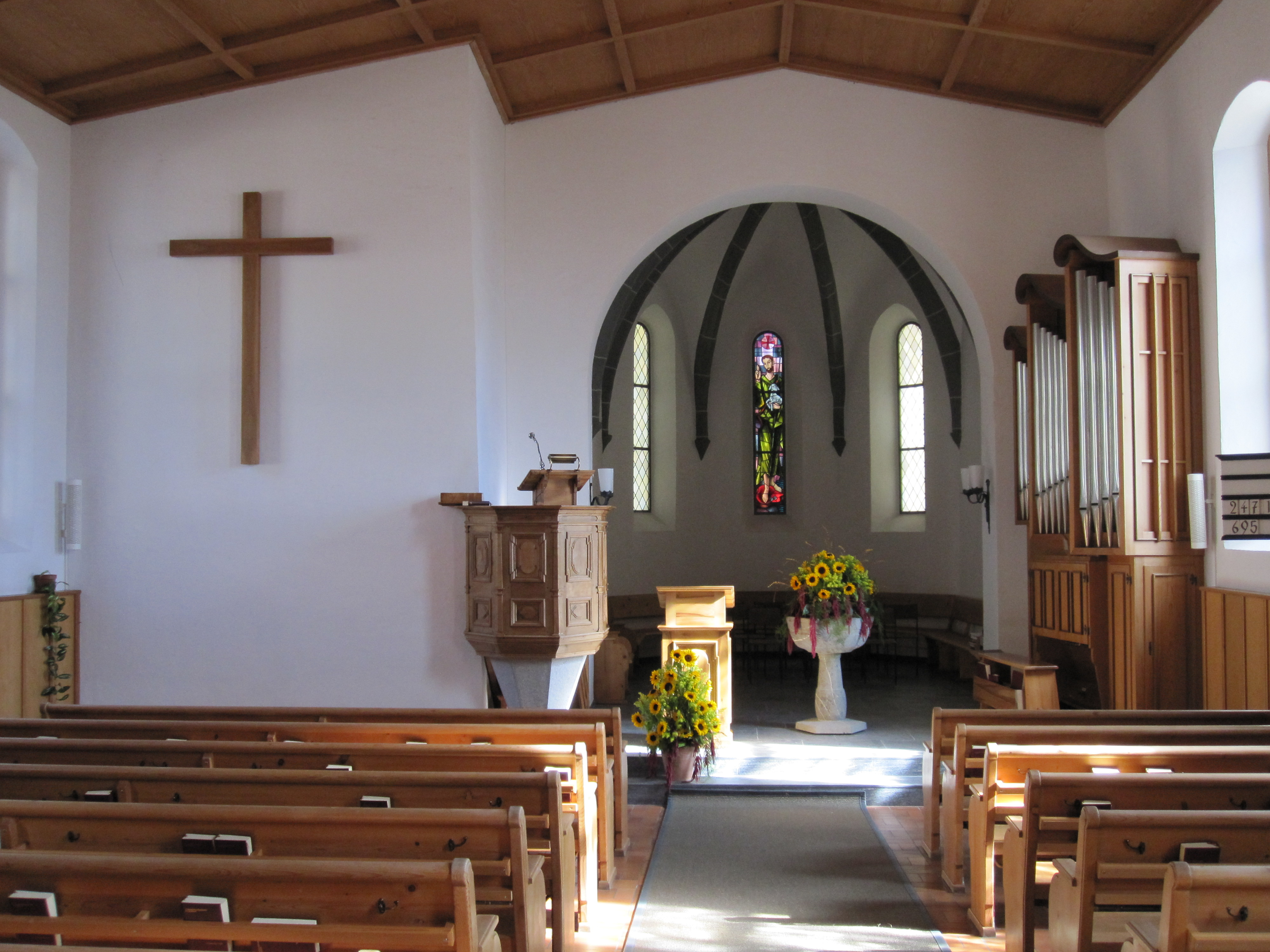
Innenansicht

Die reformierte Kirche in Jenins in der Bündner Herrschaft ist ein evangelisch-reformiertes Gotteshaus unter dem Denkmalschutz des Kantons Graubünden. Der schmale Turm mit zweigeschossiger Glockenstube, Aufsatz und Zwiebelhaube prägt das Dorfbild.

## Geschichte und Ausstattung
Die Kirche unter dem Patrozinium des Mauritius wird 1209 indirekt in einer Urkunde erwähnt. Ersturkundlich eindeutig bezeugt ist sie 1330.
Bereits 1540 nahm Jenins die Reformation an, so dass der Sakralbau zu einer Predigtkirche wurde. Im Mittelpunkt des dreiseitig geschlossenen, von einem Sterngewölbe überspannten Chores steht ein Taufstein, der auch als Abendmahlstisch genutzt wird. Das Kirchenschiff ist durch eine scheitelförmig zulaufende Kassettendecke ausgezeichnet. 
Die Kanzel ohne Schalldeckel ruht auf einem Steinaufsatz links vor dem Chor. An der Wand ist – für Bündner reformierte Kirchen untypisch – ein Holzkreuz angebracht. Die dreiprospektige Orgel korrespondiert mit der Kanzel auf der gegenüberliegenden Seite rechts vor dem Chor.

## Kirchliche Organisation
Die Evangelisch-reformierte Landeskirche Graubünden führt Jenins, das bis 2015 mit Fläsch in Pastorationsgemeinschaft stand, als eigenständige Kirchgemeinde.

## Galerie

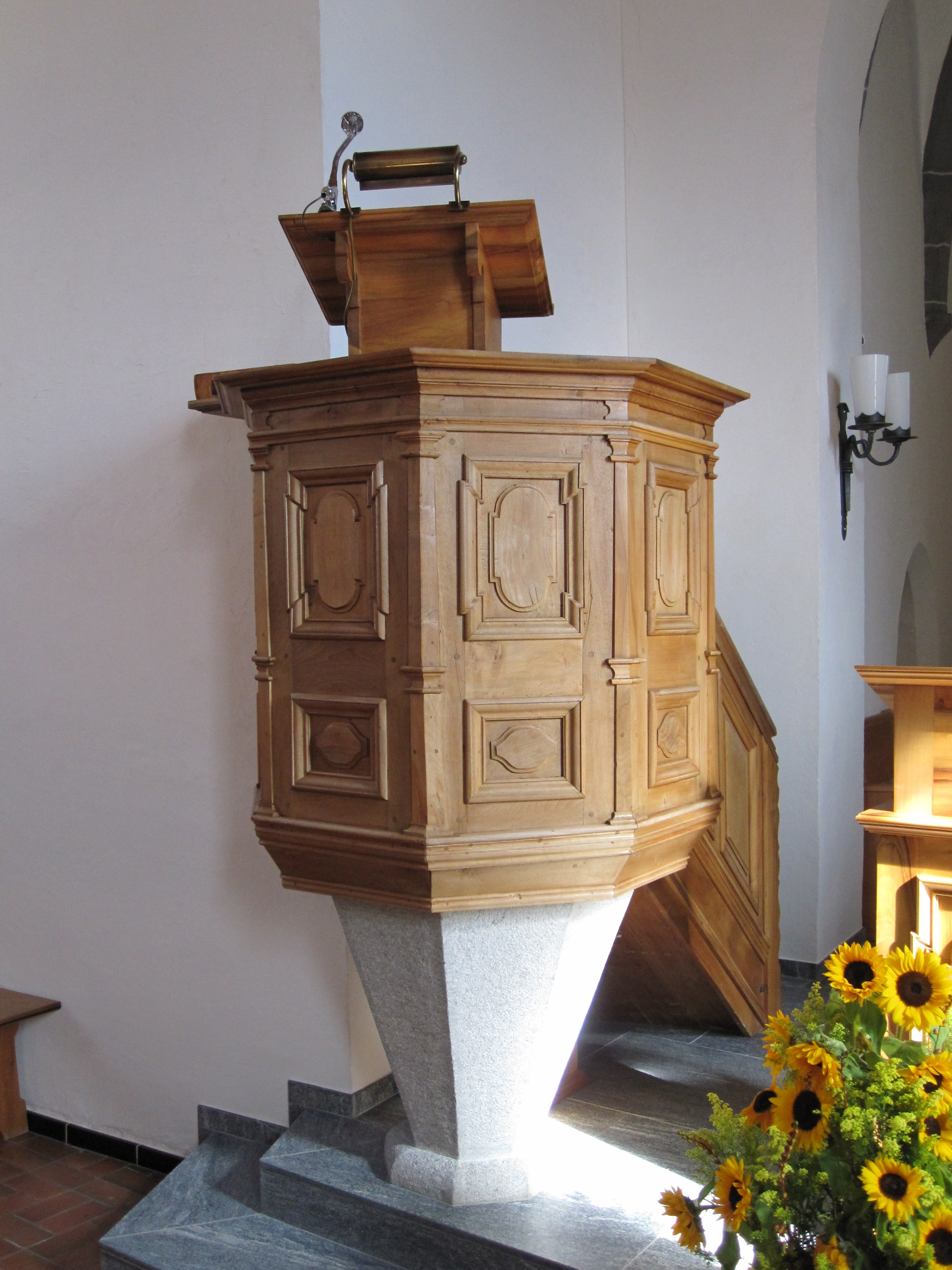
Kanzel
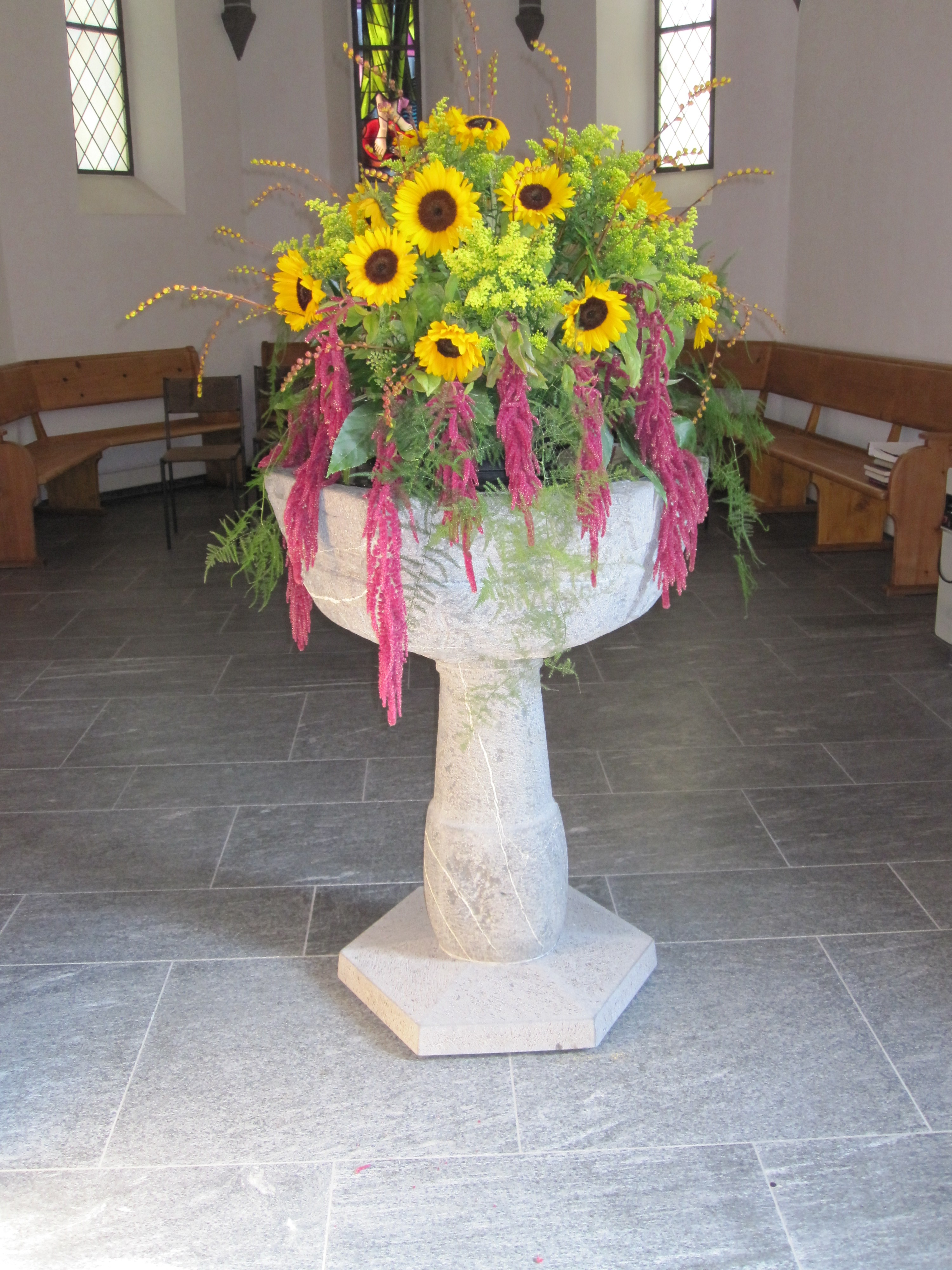
Taufstein
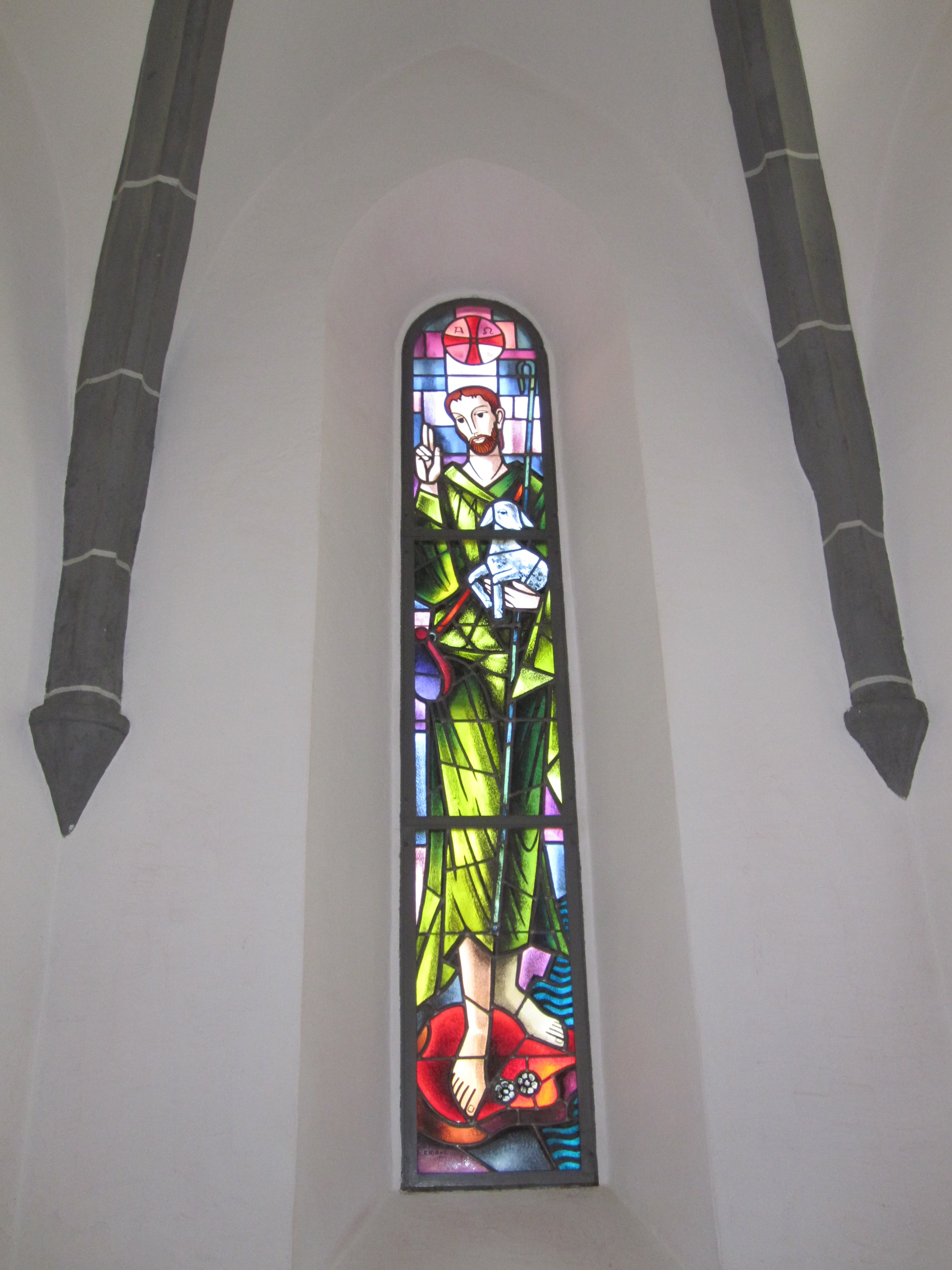
Glasfenster zentral im Chor
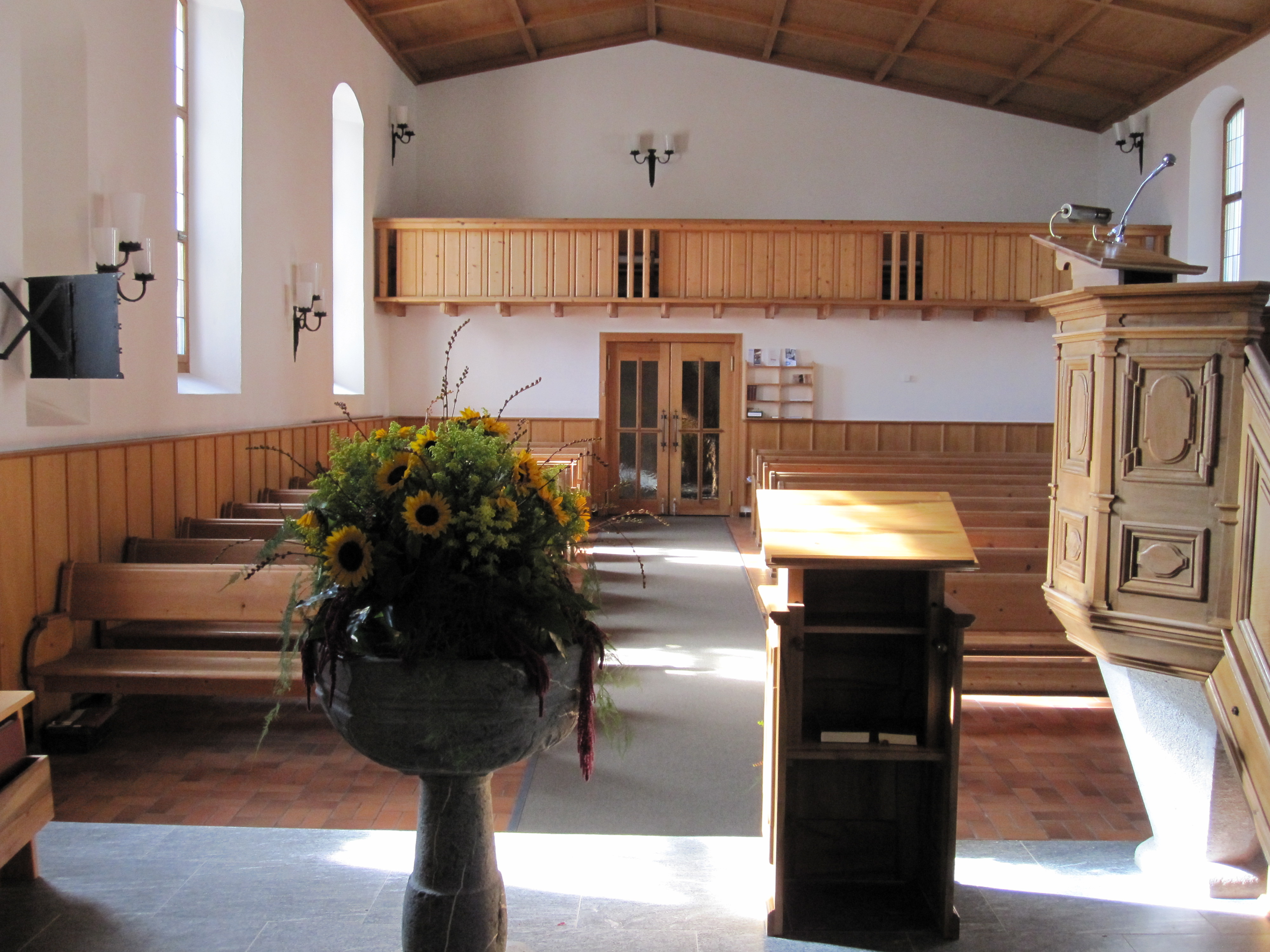
Blick aus dem Chor in das Schiff
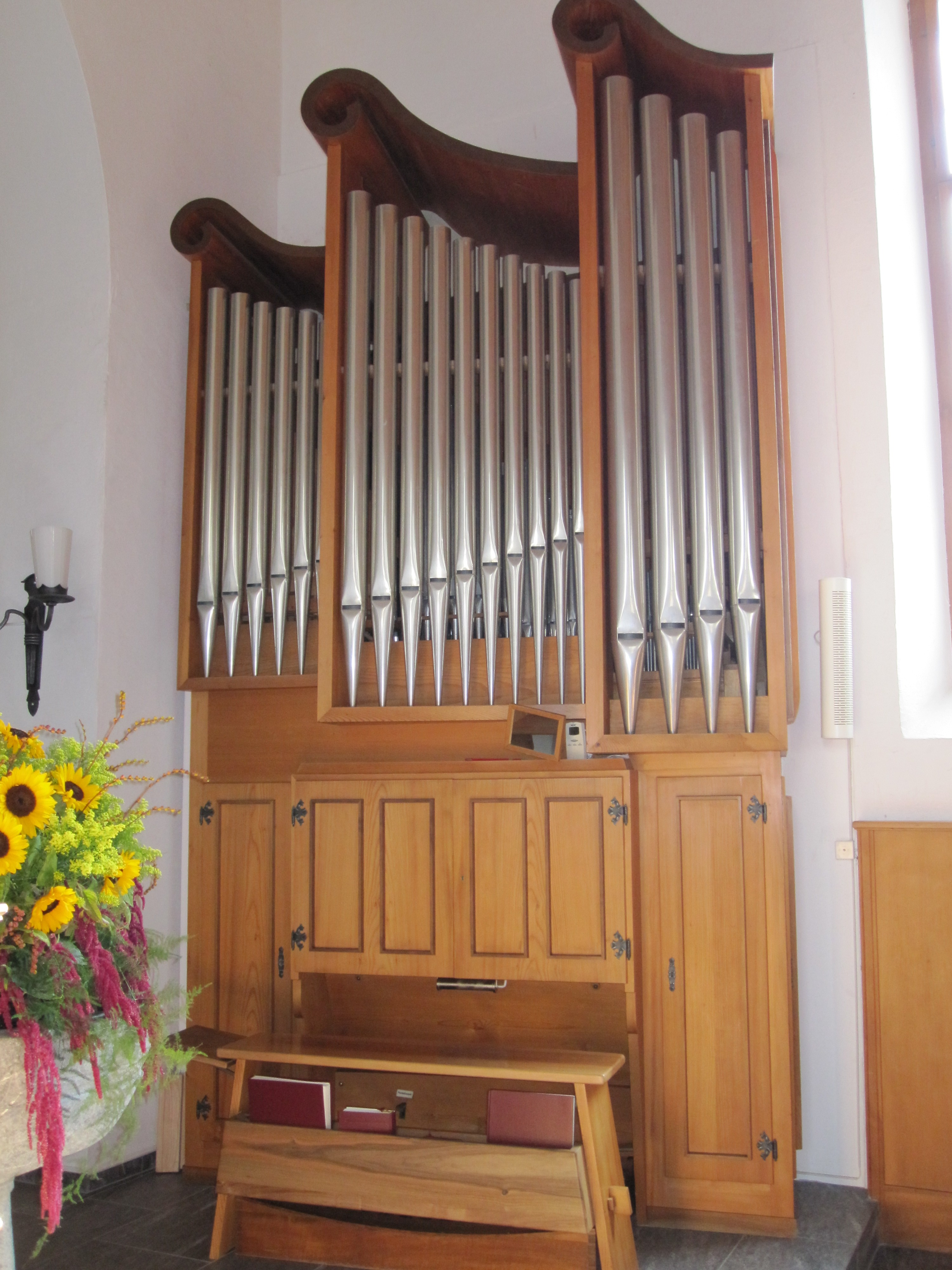
Orgel
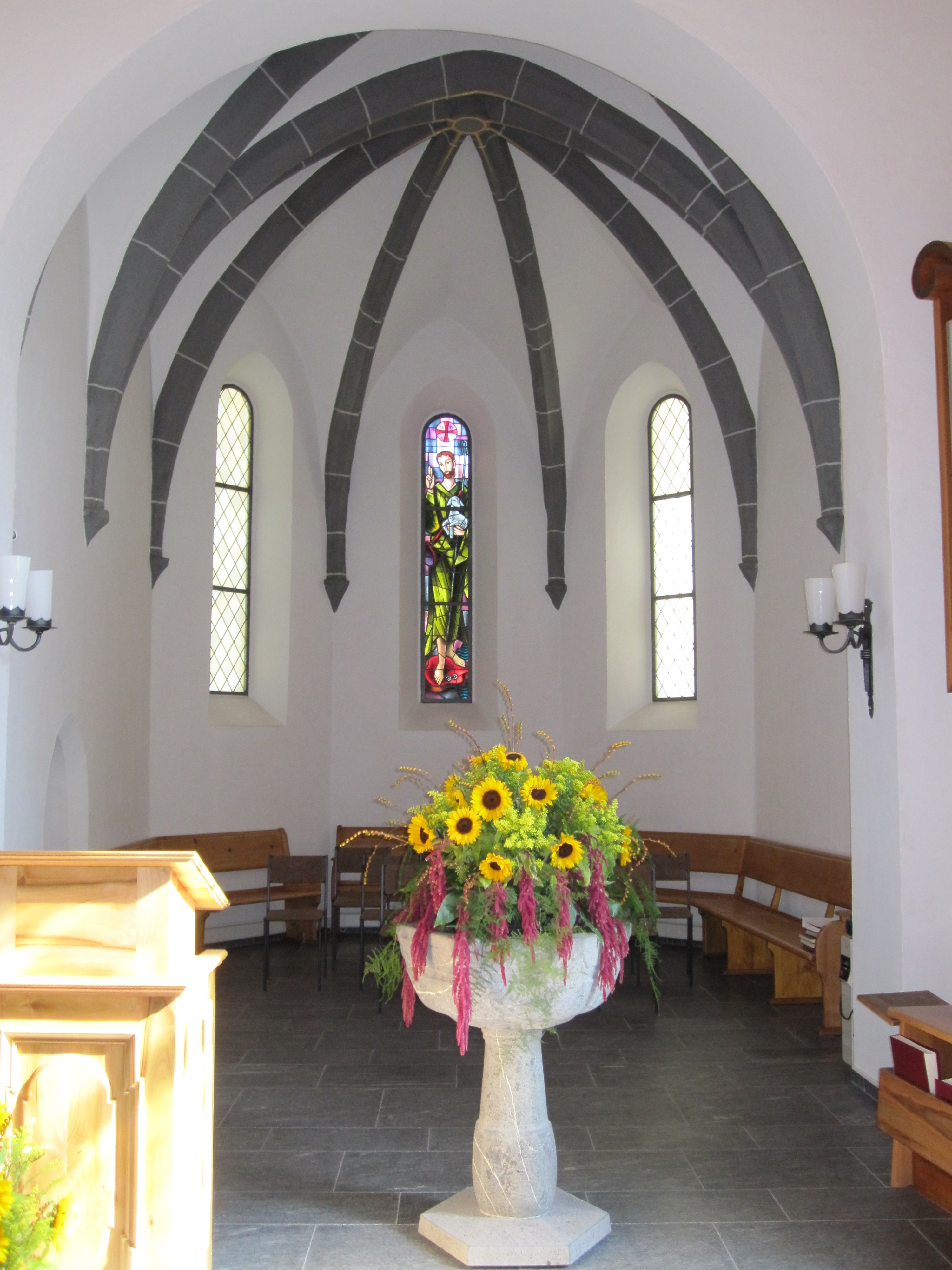
Chorraum